# Liechtensteiner Cup 1982/83
Der Liechtensteiner Cup 1982/83 war die 38. Austragung des Fussballpokalwettbewerbs der Herren in Liechtenstein. Der FC Balzers konnte seinen im Vorjahr gewonnenen Titel erfolgreich verteidigen.

## Teilnehmende Mannschaften
Folgende sieben Mannschaften nahmen am Liechtensteiner Cup teil:
| - FC Schaan - FC Vaduz - FC Ruggell - FC Triesenberg | - FC Balzers - USV Eschen-Mauren - FC Triesen |

## 1. Vorrunde
Der FC Balzers hatte für diese Runde ein Freilos. 
|                | Ergebnis |                   |
| -------------- | -------- | ----------------- |
| FC Triesen     | 0:3      | USV Eschen-Mauren |
| FC Ruggell     | 0:6      | FC Vaduz          |
| FC Triesenberg | 1:3      | FC Schaan         |

## Halbfinale
|                   | Ergebnis        |           |
| ----------------- | --------------- | --------- |
| FC Balzers        | 2:1             | FC Schaan |
| USV Eschen-Mauren | 2:2 (6:5 n. E.) | FC Vaduz  |

## Finale
Das Finale fand am 12. Mai 1983 in Ruggell statt.
| Datum      |            | Ergebnis        |                   |
| ---------- | ---------- | --------------- | ----------------- |
| 12.05.1983 | FC Balzers | 1:1 (5:3 n. E.) | USV Eschen-Mauren |